# 秘境探險：黃金深淵
《神秘海域：黃金深渊》為索尼旗下的索尼互動娛樂本德工作室所開發的動作冒險遊戲，由索尼發行。

## 故事背景
《神秘海域：黃金深渊》的冒险舞台为中美洲的古老城市遗迹中，德瑞克与其同伴莉莎共同解开四百年前西班牙殖民者大屠杀背后的秘密。
此遊戲更推翻歷史，根據歷史記載，法蘭西斯德瑞克爵士(Sir Francis Drake)

## 登場人物
- 奈森·德瑞克 （Nathan Drake）
- 杰森·但丁
- 莉莎·翠丝
- 罗伯特·圭罗

## 荣誉
2012年PlayStation Blog年度游戏白金奖

## 外部連結
- （英文）—《神秘海域：黃金深渊》英文官方網站 （页面存档备份，存于）
- （日語）—《神秘海域：黃金深渊》日文官方網站 （页面存档备份，存于）